# Malte Kaluza
Malte Christoph Kaluza (* 1974 in Lich) ist ein deutscher Professor für Physik an der Friedrich-Schiller-Universität Jena und Cellist.

## Werdegang
Kaluza erhielt frühzeitig Klavier- und Cellounterricht und war bereits im 16. Lebensjahr Jungstudent an der Frankfurter Musikhochschule. Ab 1994 studierte Kaluza Cello an der Hochschule für Musik und Theater München bei Reiner Ginzel und erhielt vier Jahre später das künstlerische Diplom sowie im Jahre 2000 schließlich das Meisterklassendiplom. Zeitgleich absolvierte er ein Physikstudium an der Technischen Universität München, das er 2004 mit einer Promotion abschloss. Nach einem zweijährigen Aufenthalt am Imperial College London leitet er seit 2006 eine Forschergruppe der Jenaer Universität, die den diodengepumpten Festkörperlaser Polaris entwickelt. Dieser wurde am 8. März 2008 eingeweiht und im Zuge der Initiative Deutschland – Land der Ideen ausgezeichnet. Der Femtosekundenlaser kann Leistungen im unteren Petawattbereich erzielen und im Fokus Intensitäten von mehr als 6*1020 W/cm² erzeugen. Anwendungsmöglichkeiten werden dabei u. a. im Bereich der Medizin, z. B. in der Strahlentherapie und der Onkologie gesehen.
Bereits 2006 lehrte er als Juniorprofessor für Experimentalphysik. Seit 2011 ist Kaluza Lehrstuhlinhaber für Experimentalphysik und Relativistische Laserphysik. Heute tritt er noch vereinzelt bei verschiedenen Konzerten auf, z. B. mit dem Cello-Quartett der Physikalisch-Astronomischen Fakultät der Uni Jena.